# Élénie siffleuse
Elaenia martinica
Espèce
Statut de conservation UICN

 LC  : Préoccupation mineure
L'Élénie siffleuse (Elaenia martinica) est une espèce de passereaux de la famille des Tyrannidae (Tyrannidés en français).

## Description
L'aspect général est olive brunâtre. La base blanche du plumage sur la tête forme une tache peu visible sur la calotte. La gorge et la poitrine sont grises, cette dernière est légèrement teintée olive. Les flancs et les sous-caudales sont olive pâle mixé de blanchâtre sur le milieu de l'abdomen. Le dessous des ailes est jaunâtre pâle, le dessus des ailes et la queue sont brun foncé, certaines des primaires et des secondaires délicatement terminées de blanc jaunâtre sur l'extérieur et plus soutenu sur l'intérieur.

## Répartition et sous-espèces
Selons la classification de référence (version 14.2, 2025) du Congrès ornithologique international elle se répartit en sept sous-espèces suivantes (ordre phylogénique) :
- Elaenia martinica riisii Sclater, 1860 — Porto-Rico, îles Vierges, Anguilla, Saint-Martin, Saint-Barthélemy, îles Sous-le-Vent ;
- Elaenia martinica martinica (Linné, 1766) — petites Antilles ;
- Elaenia martinica barbadensis Cory, 1888 — Barbade ;
- Elaenia martinica remota von Berlepsch, 1907 — littoral oriental de la péninsule du Yucatán et îlots à proximité (Holbox, Mujeres...) ;
- Elaenia martinica chinchorrensis Griscom, 1926 — atoll Banco Chinchorro (es) ;
- Elaenia martinica cinerescens Ridgway, 1884 — archipel de San Andrés, Providencia et Santa Catalina ;
- Elaenia martinica caymanensis von Berlepsch, 1907 — îles Caïmans.

## Habitat
Cette espèce fréquente les régions boisées dégagées.

## Nidification
L'Élénie siffleuse construit un nid peu profond, en forme de tasse, orné de toiles d'araignées, de lichens, de plumes, etc. dans des buissons ou des arbres de petite taille. En général, la femelle y pond deux œufs.